# Lammefjord
Le Lammefjord est un bras de mer s'étirant dans la péninsule d'Odsherred, dans le Nord-Ouest de Sjaelland, au Danemark. Le terme de fjord utilisé par les Danois apparaît comme incorrect, car son origine n'est pas glaciaire, et il ne présente pas la forme de vallée en auge.

## La poldérisation du Lammefjord
La particularité de ce fjord est d'avoir été poldérisé, c'est-à-dire drainé puis asséché, pour permettre le gain de nouvelles terres agricoles.

### Réalisation des travaux
Les travaux ont débuté en 1841 avec la création de la digue du Lammefjord, mesurant 1,5 km, qui a duré deux ans. Les premiers travaux ont été effectués avec des chevaux, puis une station de pompage a été installée, d’abord à vapeur, puis électrique. Elle était relayée par les nombreux moulins à vent. Les travaux ont été très longs, la baisse du niveau de l’eau se faisant par étape, pour des raisons techniques et économiques. La Deuxième Guerre Mondiale a également retardé l'avancement des travaux.
Le Lammefjord a reçu deux systèmes de canaux : 
- le Landkanal au sud, et le Nordkanal, au nord, tous deux le long de l’ancienne ligne côtière ;
- des canaux de drainage, transversalement.

Entre 1875 et 1943, le niveau d’eau du fjord a diminué de 7 m et celui-ci s’est donc retrouvé à sec. En tout, près de 6 000 ha ont été drainés.
Le Lammefjord est ainsi devenu le point le plus bas du Danemark (alt. - 6,7 m).

### Finalité
À l'origine, le drainage et la mise en culture du Lammefjord avaient pour objectif de rendre le Danemark moins dépendant des ressources agricoles des régions du Schleswig-Holstein et du Lauenbourg, aux velléités séparatistes. Cette anticipation politique sera payante, car ces trois duchés furent cédés par le Danemark à l'Autriche et à la Prusse le 30 octobre 1864, à la suite d'une nouvelle guerre entre ces différents protagonistes.
Ces travaux ont également permis de désenclaver la région de l'Odsherred, au nord, dont l'accès se faisait par l'ouest, au niveau du château de Dragsholm.

## Le Lammefjord aujourd'hui
Aujourd'hui le Lammefjord présente une agriculture du type openfield, paysage tranchant avec le bocage alentour. Les sols particulièrement fertiles, issus des dépôts de sédiments marins lorsque le fjord était encore en eau, permettent la culture de céréales et de produits maraîchers (pommes de terre, carottes, asperges).